# الکساندر سافونوف

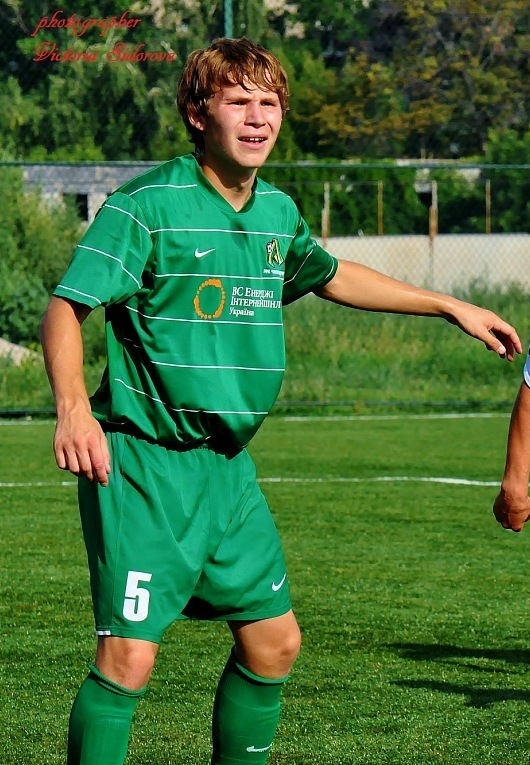
الکساندر سافونوف مدافع فوتبال

الکساندر سافونوف (اوکراینی: Олександр Олександрович Сафонов؛ زادهٔ ۱۷ دسامبر ۱۹۹۱) بازیکن فوتبال اهل اوکراین است.